# Hamdan bin Mohammed Al Maktoum
Lo sceicco Hamdan bin Mohammed bin Rashid Al Maktoum (in arabo حمدان بن محمد بن راشد آل مكتوم‎?; Dubai, 14 novembre 1982) è il principe ereditario di Dubai. A partire dal 14 luglio 2024 è stato nominato Ministro della Difesa degli Emirati Arabi Uniti. In precedenza è stato vice governatore di Dubai dal 2006 al 2008.
È popolarmente conosciuto come Fazza ( in arabo فزاع‎? /fazˈzaːʕ/), nome con cui pubblica le sue poesie, che in arabo significa "colui che aiuta". Maktoum è un pluricampione ai campionati mondiali di equitazione.

## Biografia

### Infanzia e istruzione
Hamdan nasce il 14 novembre 1982, figlio dello sceicco Mohammed bin Rashid Al Maktoum e della sceicca Hind bint Maktoum bin Juma Al Maktoum. È il terzogenito dei loro dodici figli ed è il secondogenito maschio del padre. I suoi genitori sono cugini di primo e secondo grado.
Hamdan ha studiato a Dubai presso la Rashid School For Boys e poi presso la Dubai School of Government. Ha proseguito gli studi nel Regno Unito, dove ha completato il percorso militare all'accademia di Sandhurst nel 2001; successivamente frequentò la London School of Economics.

### Carriera politica
Hamdan è stato nominato presidente del consiglio esecutivo di Dubai nel settembre 2006. Il 1 febbraio 2008 è stato nominato principe ereditario di Dubai, mentre suo fratello Maktoum è diventato vice sovrano di Dubai. È a capo dell'istituto Sheikh Mohammed bin Rashid per i giovani imprenditori; fa parte del consiglio sportivo di Dubai e del centro per l'autismo di Dubai.
Ha fatto parte della delegazione dell'Expo di Dubai del 2020 quando è stato annunciato che l'emirato avrebbe ospitato l'evento. È andato all'ultimo piano del Burj Khalifa per sventolare la bandiera degli Emirati Arabi Uniti pochi giorni dopo la vittoria dell'Expo 2020. È il fondatore dell'Hamdan International Photography Award, lanciato nel 2011.
Nel giugno 2022, Hamdan ha lanciato l'iniziativa "Dubai Global", mirato a creare 50 uffici di rappresentanza commerciale per Dubai in cinque continenti. L'iniziativa mirava a sostenere le aziende con sede a Dubai e a rafforzare la posizione della città come polo commerciale.
Nell'aprile 2024, Hamdan ha lanciato il Progetto universale di Dubai per l'intelligenza artificiale, mirato ad accelerarne l’applicazione per rafforzare la leadership della città come centro globale di tecnologia e innovazione.
Hamdan è stato nominato Ministro della Difesa degli Emirati Arabi Uniti il 14 luglio 2024, succedendo a suo padre Mohammed che deteneva questa carica sin dalla formazione degli Emirati Arabi Uniti nel 1971.

### Matrimonio
Il 15 maggio 2019, Hamdan ha sposato la sceicca Shaikha bint Sa'id bin Thani Al Maktoum, sua lontana cugina. Lo stesso giorno si sono sposati anche i suoi fratelli, Maktoum e Ahmad. Il 6 giugno 2019, lui e i suoi fratelli hanno celebrato insieme i matrimoni reali al Dubai World Trade Center.

## Interessi personali
Cavalca per la Godolphin Stables e ha gareggiato nella Royal Ascot tenutasi nel giugno 2015 nell'omonimo ippodromo.
Hamdan ha vinto una medaglia di bronzo nel 2010, un oro a squadre nel 2012 e un oro nella categoria endurance individuale ai campionati mondiali di equitazione del 2014 in Normandia. Ha guidato una squadra di cinque cavallerizzi degli Emirati Arabi ai Campionati di endurance a Samorín il 17 settembre 2016.
Nel 2009, è stato bandito per 10 mesi dalle competizioni dopo aver scoperto che uno dei suoi cavalli stava gareggiando sotto steroidi. Nel 2013, le prove condivise dal Daily Telegraph mostravano che Hamdan stava cavalcando un cavallo sotto falso nome durante i Campionati del mondo 2012 a Euston Park.
L'account Instagram del principe ha più di 15 milioni di follower (novembre 2022). Pubblica foto che mostrano i suoi hobby, che includono animali, poesia, sport e fotografia.
Hamdan Al Maktoum è un cavaliere, paracadutista e sommozzatore. Ha condotto immersioni a Fujairah, a Dubai e a Malta. È noto per le sue poesie romantiche e patriottiche in arabo. Pubblica le sue poesie con lo pseudonimo di Fazza (فزاع). 

## Discendenza
Hamdan e Shaikha hanno avuto tre figli:
- Rashid (nato il 21 maggio 2021) gemello di Shaikha;[38][39]
- Shaikha (nata il 21 maggio 2021) gemella di Rashid;[38][39]
- Mohammed (nato il 25 febbraio 2023).[40]

## Ascendenza
|                               |                           |                              | Genitori                                 |  |  | Nonni |  |  | Bisnonni          |  |  | Trisnonni          |  |
|                               |                           |                              |                                          |  |  |       |  |  | Sa'id II di Dubai |  |  | Maktum II di Dubai |  |
|                               |                           |                              |                                          |  |  |       |  |  | Sa'id II di Dubai |  |  | Maktum II di Dubai |  |
|                               |                           | Maitha bint Obaid Al Falasi  |                                          |  |  |       |  |  | Sa'id II di Dubai |  |  |                    |  |
| Rashid II di Dubai            |                           |                              |                                          |  |  |       |  |  | Sa'id II di Dubai |  |  |                    |  |
|                               |                           | Hassa bint al-Marr Al Falasi | al-Marr bin Hariz Al Falasi              |  |  |       |  |  |                   |  |  |                    |  |
|                               |                           | Hassa bint al-Marr Al Falasi | al-Marr bin Hariz Al Falasi              |  |  |       |  |  |                   |  |  |                    |  |
|                               |                           | Hassa bint al-Marr Al Falasi | Sheikha bint Suleiman Al-Malik Al-Shehhi |  |  |       |  |  |                   |  |  |                    |  |
| Mohammed di Dubai             |                           | Hassa bint al-Marr Al Falasi |                                          |  |  |       |  |  |                   |  |  |                    |  |
|                               |                           | Hamdan di Abu Dhabi          | Zayed I di Abu Dhabi                     |  |  |       |  |  |                   |  |  |                    |  |
|                               |                           | Hamdan di Abu Dhabi          | Zayed I di Abu Dhabi                     |  |  |       |  |  |                   |  |  |                    |  |
|                               |                           | Hamdan di Abu Dhabi          | Latifa bint Tahnoun Al Nahyan            |  |  |       |  |  |                   |  |  |                    |  |
| Latifa bint Hamdan Al Nahyan  |                           | Hamdan di Abu Dhabi          |                                          |  |  |       |  |  |                   |  |  |                    |  |
|                               |                           | Shamsa bint Sultan Al Marri  | Sultan bin Mejren Al Marri               |  |  |       |  |  |                   |  |  |                    |  |
|                               |                           | Shamsa bint Sultan Al Marri  | Sultan bin Mejren Al Marri               |  |  |       |  |  |                   |  |  |                    |  |
|                               |                           | Shamsa bint Sultan Al Marri  | …                                        |  |  |       |  |  |                   |  |  |                    |  |
| Hamdan bin Mohammed Al Maktum |                           | Shamsa bint Sultan Al Marri  |                                          |  |  |       |  |  |                   |  |  |                    |  |
|                               | Juma bin Maktum Al Maktum | Maktum II di Dubai           |                                          |  |  |       |  |  |                   |  |  |                    |  |
|                               | Juma bin Maktum Al Maktum | Maktum II di Dubai           |                                          |  |  |       |  |  |                   |  |  |                    |  |
|                               | Juma bin Maktum Al Maktum | Maitha bint Obaid Al Falasi  |                                          |  |  |       |  |  |                   |  |  |                    |  |
| Maktum bin Juma Al Maktum     | Juma bin Maktum Al Maktum |                              |                                          |  |  |       |  |  |                   |  |  |                    |  |
|                               |                           | …                            | …                                        |  |  |       |  |  |                   |  |  |                    |  |
|                               |                           | …                            | …                                        |  |  |       |  |  |                   |  |  |                    |  |
|                               |                           | …                            | …                                        |  |  |       |  |  |                   |  |  |                    |  |
| Hind bint Maktum Al Maktum    |                           | …                            |                                          |  |  |       |  |  |                   |  |  |                    |  |
|                               |                           | Sa'id II di Dubai            | Maktum II di Dubai                       |  |  |       |  |  |                   |  |  |                    |  |
|                               |                           | Sa'id II di Dubai            | Maktum II di Dubai                       |  |  |       |  |  |                   |  |  |                    |  |
|                               |                           | Sa'id II di Dubai            | Maitha bint Obaid Al Falasi              |  |  |       |  |  |                   |  |  |                    |  |
| Shaikha bint Sa'id Al Maktum  |                           | Sa'id II di Dubai            |                                          |  |  |       |  |  |                   |  |  |                    |  |
|                               |                           | Hassa bint al-Marr Al Falasi | al-Marr bin Hariz Al Falasi              |  |  |       |  |  |                   |  |  |                    |  |
|                               |                           | Hassa bint al-Marr Al Falasi | al-Marr bin Hariz Al Falasi              |  |  |       |  |  |                   |  |  |                    |  |
|                               |                           | Hassa bint al-Marr Al Falasi | Sheikha bint Suleiman Al-Malik Al-Shehhi |  |  |       |  |  |                   |  |  |                    |  |
|                               |                           | Hassa bint al-Marr Al Falasi |                                          |  |  |       |  |  |                   |  |  |                    |  |